# Mistrzostwa Świata w Piłce Nożnej 2010 (eliminacje strefy CAF)/Grupa D
W Grupie D eliminacji do MŚ 2010 biorą udział następujące zespoły:
- Ghana
- Benin
- Sudan
- Mali

## Tabela
| Miejsce | Drużyna    | Mecze | Punkty | Zwyc. | Rem. | Por. | Bramki |
| ------- | ---------- | ----- | ------ | ----- | ---- | ---- | ------ |
| 1       | Ghana (PA) | 6     | 13     | 4     | 1    | 1    | 9-3    |
| 2       | Benin (PA) | 6     | 10     | 3     | 1    | 2    | 6-6    |
| 3       | Mali (PA)  | 6     | 9      | 2     | 3    | 1    | 8-7    |
| 4       | Sudan      | 6     | 1      | 0     | 1    | 5    | 2-9    |

Legenda:

PA - zespoły zakwalifikowane do Pucharu Narodów Afryki 2010

### Wyniki
| 28 marca 2009 | Sudan · El Tahir 23' | 1-1(1-1) | Mali · Kanoute 20' | Stade de Al-Merrikh, Omdurman · Widzów: 35 000 · Sędzia: Eddy Maillet Seszele |
|               |                      |          |                    |                                                                               |

| 29 marca 2009 | Ghana · Tagoe 2' | 1-0(1-0) | Benin | Baba Yara Stadium, Kumasi · Widzów: 39 000 · Sędzia: Daniel Bennett Południowa Afryka |
|               |                  |          |       |                                                                                       |

| 7 czerwca 2009 | Mali | 0-2(0-0) | Ghana · Asamoah 67' · Amoah 79' | Stade 26 mars, Bamako · Widzów: 40 000 · Sędzia: Divine Evehe Kamerun |
|                |      |          |                                 |                                                                       |

| 7 czerwca 2009 | Benin · Omotoyossi 19' | 1-0(1-0) | Sudan | Stade de l'Amitié, Kotonu · Widzów: 26 000 · Sędzia: Kenias Marange Zimbabwe |
|                |                        |          |       |                                                                              |

| 20 czerwca 2009 | Sudan | 0-2(0-1) | Ghana · Amoah 5' 52' | Stade de Al-Merrikh, Omdurman · Widzów: 30 000 · Sędzia: Jamel Ambaya Libia |
|                 |       |          |                      |                                                                             |

| 21 czerwca 2009 | Mali · Maiga 21' · Diallo 75' · Kanoute 83' | 3-1(1-1) | Benin · Tchomogo 12' | Stade 26 mars, Bamako · Widzów: 40 000 · Sędzia: Essam Abd El Fatah Egipt |
|                 |                                             |          |                      |                                                                           |

| 6 września 2009 | Ghana · Muntari 14' · Essien 53' | 2-0(1-0) | Sudan | Ohene Djan Sports Stadium, Akra · Widzów: 38 000 · Sędzia: Essam Abd El Fatah Egipt |
|                 |                                  |          |       |                                                                                     |

| 6 września 2009 | Benin · Aoudou 87' | 1-1(0-0) | Mali · Samassa 72' | Stade de l'Amitié, Kotonu · Widzów: 33 000 · Sędzia: Jerome Damon Południowa Afryka |
|                 |                    |          |                    |                                                                                     |

| 11 października 2009 | Mali · Kanoute 89' | 1-0(0-0) | Sudan | Stade 26 mars, Bamako · Widzów: 15 000 · Sędzia: Mohamed Benouza Algieria |
|                      |                    |          |       |                                                                           |

| 11 października 2009 | Benin · Aoudou 90+2' | 1-0(0-0) | Ghana | Stade de l'Amitié, Kotonu · Sędzia: Verson Lwanja Malawi |
|                      |                      |          |       |                                                          |

| 14 listopada 2009 | Sudan · Ishag 45+1' (k) | 1-2(1-1) | Benin · Omotoyossi 36' (k) · Boco 62' | Al Merreikh, Omdurman · Sędzia: Slim Jedidi Tunezja |
|                   |                         |          |                                       |                                                     |

| 15 listopada 2009 | Ghana · Amoah 65' · Annan 84' | 2-2(0-1) | Mali · Fané 24' · Ndiaye 69' | Baba Yara Stadium, Kumasi · Sędzia: Badara Diatta Senegal |
|                   |                               |          |                              |                                                           |